# Ebeleben
Ebeleben ist eine Landstadt im thüringischen Kyffhäuserkreis. Sie hatte ein großes Schloss, das im April 1945 zerstört wurde.

## Geografie
Ebeleben liegt in Nordthüringen und ist im Nordosten von der Hainleite, im Nordwesten vom Dün und im Süden von den Heilinger Höhen umgeben.

### Gewässer
Durch Ebeleben fließt die Helbe, der hier der aus Holzsußra kommende Urbach zufließt.

### Stadtgliederung
Zur Stadt Ebeleben gehören neben der Kernstadt die fünf Ortschaften Allmenhausen, Gundersleben, Rockensußra, Thüringenhausen und Wiedermuth. Für die Gemeinden Abtsbessingen, Bellstedt, Freienbessingen, Holzsußra und Rockstedt fungiert Ebeleben als Verwaltungsstandort.
Ein Stadtteil von Ebeleben ist Marksußra.

## Geschichte
Die Gründung des Ortes durch Angeln und Warnen wird für die Zeit zwischen dem 4. und dem 6. Jahrhundert angenommen. Der Ebelebener Ortsteil Marksußra wird 732 in der Bonifatiuslegende genannt und 772 auch urkundlich nachgewiesen. Ebeleben selbst wird erstmals 1198 urkundlich erwähnt. Im westlichen Teil der Stadtmitte gab es eine mittelalterliche Burg. Ministeriale der Thüringer Landgrafen waren die Herren von Ebeleben. 1198 wurde ein Ritter von Ebeleben erwähnt. Später waren die Ebelebener Vasallen der Grafen von Schwarzburg. 1372 teilte man das Lehen: Oberlehnsgeber waren nun die Grafen von Schwarzburg und der Landgraf von Thüringen. Im Bauernkrieg 1525 wurde die Burg von Bauern und Bürgern der Stadt Mühlhausen zerstört. Im Jahr 1544 wurde in Ebeleben die Reformation durch Hans von Ebeleben eingeführt. Die Stadt Mühlhausen finanzierte den Mühlhäuser-Neubau im Park.

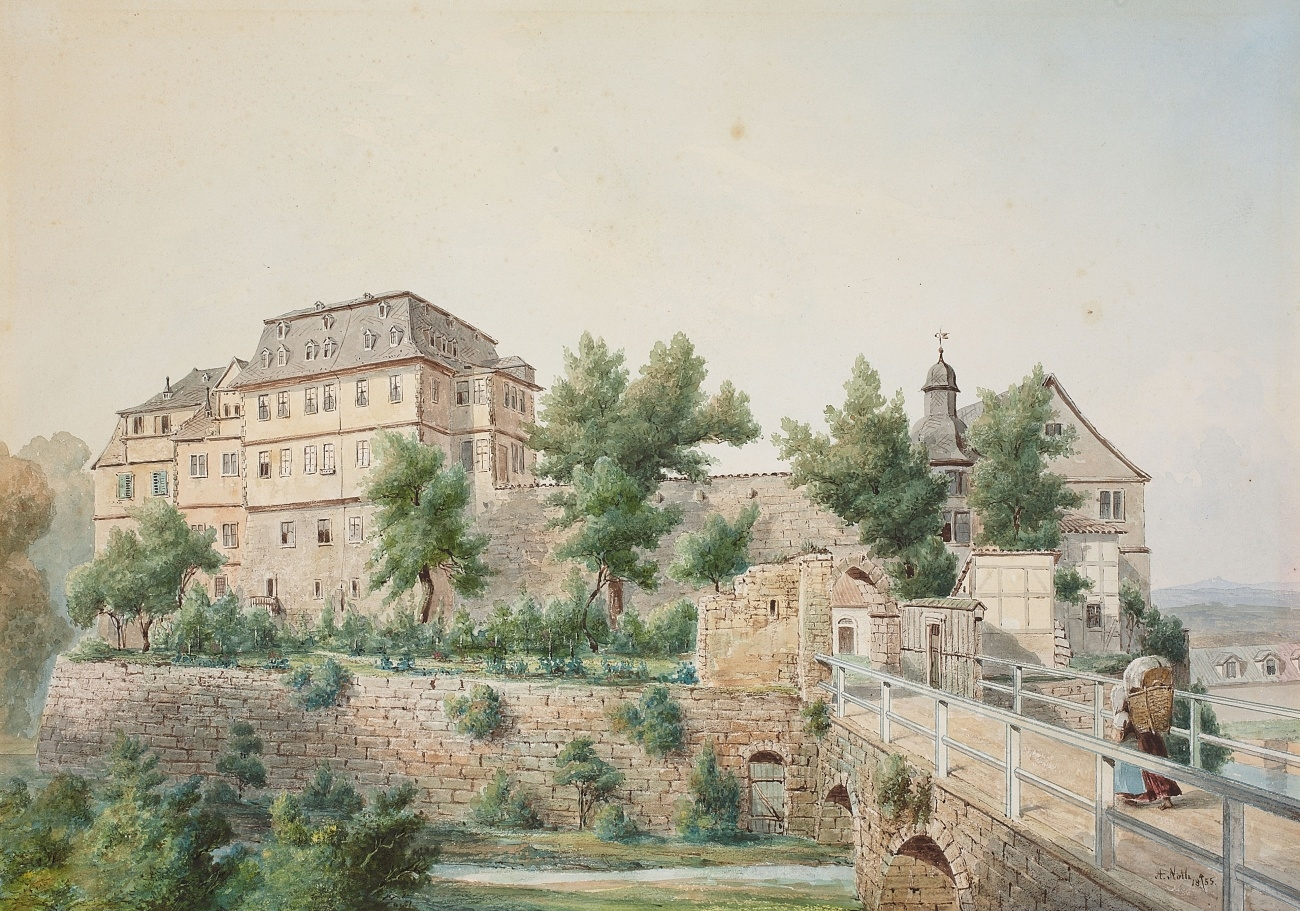
Schloss Ebeleben (1855)

1616 verkauften die verschuldeten Ebelebener den Besitz mit dem Amt Ebeleben an den Grafen von Schwarzburg. 1651 starb das Geschlecht derer von Ebeleben aus. Das Schloss Ebeleben wurde von den Schwarzburgern ausgebaut und diente von 1651 bis 1681 als Residenz. 1774 verfüllten sie die Nordwestecke des Wallgrabens, um einen französischen Park einzurichten.
Bis 1918 gehörte der Ort zur Unterherrschaft des Fürstentums Schwarzburg-Sondershausen. 1928 bekam Ebeleben das Stadtrecht verliehen. 1932 bis 1934 wurde die Kirche St. Bartholomäus renoviert. Während des Zweiten Weltkrieges mussten Zwangsarbeiter aus von Deutschland besetzten Ländern in der Landwirtschaft arbeiten.
Am 8. und 9. April 1945 zerstörten Truppen der US-Armee mit Jagdbombern, durch Panzer- und Artilleriebeschuss das Ebelebener Schloss mit dem Park; Kirche, Domäne, fünf Häuser und fünfzehn Wirtschaftsgebäude sowie die Ziegelei wurden beschädigt. Um das Vorrücken dieser Truppen zu verhindern, sprengte die SS Brücken. Der Ort hatte im Zweiten Weltkrieg über 100 Gefallene und Vermisste zu beklagen.
Als unmittelbare Folge des Krieges zogen Vertriebene in großer Zahl nach Ebeleben, das um 1000 Neubürger anwuchs. Mit der Übergabe der Besatzungsmacht in Thüringen durch die US-Militäradministration an die sowjetische wurde auch die Stadt Ebeleben Teil der sowjetischen Besatzungszone.
Ein schweres Hochwasser überschwemmte 1947 unter anderem den Ortsteil Marksußra.

### Eingemeindungen
Am 8. März 1994 wurde die Einheitsgemeinde Ebeleben gegründet. Dabei wurden die bisher selbständigen Orte Allmenhausen, Rockensußra und Wiedermuth eingemeindet. Am 29. Dezember 1995 kam Gundersleben dazu. Sie behielten jedoch als kommunale Vertretung eigene Ortschaftsräte. Am 31. Dezember 2019 wurde Thüringenhausen nach Ebeleben eingemeindet und ist vom übrigen Gemeindegebiet durch die Nachbargemeinden Bellstedt und Rockstedt getrennt.

### Einwohnerentwicklung
Entwicklung der Einwohnerzahl (31. Dezember):
| - 1994: 3159 - 1995: 3363 - 1996: 3403 - 1997: 3348 - 1998: 3332 - 1999: 3293 - 2000: 3265 - 2001: 3221 | - 2002: 3202 - 2003: 3179 - 2004: 3118 - 2005: 3080 - 2006: 3026 - 2007: 3059 - 2008: 2979 - 2009: 2957 | - 2010: 2907 - 2011: 2869 - 2012: 2850 - 2013: 2811 - 2014: 2808 - 2015: 2809 - 2016: 2623 - 2017: 2609 | - 2018: 2609 - 2019: 2663 - 2020: 2658 - 2021: 2652 - 2022: 2678 |

Datenquelle: Thüringer Landesamt für Statistik

## Politik

### Stadtrat
Der Stadtrat von Ebeleben besteht aus 14 Personen. Neben dem Bürgermeister setzt er sich seit der Kommunalwahl am 26. Mai 2024 wie folgt zusammen:
| Partei / Liste          | Sitze 2024 | Sitze 2019 | Sitze 2014 | Sitze 2009 |
| FW                      | 9          | 8          | 4          | 6          |
| CDU                     | 1          | 2          | 2          | 2          |
| SPD/Linke               | –          | 2          | –          | –          |
| SPD                     | 3          | –          | 4          | 5          |
| LINKE                   | –          | –          | 2          | 2          |
| NPD/Die Heimat          | 1          | 1          | 1          | –          |
| VfL 1888 Ebeleben e. V. | –          | 1          | 1          | –          |

Der Stadtrat war mit dem 2. Gemeindeneugliederungsgesetz zum 31. Dezember 2019 durch die Eingemeindung der Gemeinde Thüringenhausen um einen Sitz erweitert worden. Somit bestand der Stadtrat bis zum Ende der vorigen Legislaturperiode aus 15 Stadträtinnen / Stadträten und dem Bürgermeister.

### Bürgermeister
Derzeitiger Bürgermeister ist Steffen Gröbel. Er wurde am 15. April 2018 bei einer Wahlbeteiligung von 60,2 % mit 55 % der gültigen Stimmen im ersten Wahlgang gewählt. Zur Wahl standen drei Kandidaten.

### Wappen
Blasonierung: „In Blau ein goldener Bienenkorb mit silbernem Bodenbrett und sieben goldenen Bienen.“
Das älteste vorhandene Gemeindesiegel von 1884 zeigt nur den Bienenkorb. Die Zahl der im Wappen dargestellten Bienen war im Laufe der Zeit verschieden. Ursprünglich waren es wohl acht, zur Wende vom 19. zum 20. Jahrhundert zwölf, während der Zeit des Nationalsozialismus ein Bienenschwarm, und zurzeit sind es sieben. Zeitweise wurde der Bienenkorb auch ohne Bienen dargestellt. Zur Stadterhebung Ebelebens im Jahr 1928 erschien das Wappen mit acht Bienen. Über die Bedeutung der Anzahl gibt es verschiedene Thesen: Anzahl der Ratsherren, Anzahl der zum damaligen Amtsbezirk Ebeleben gehörenden Orte, Verbindung zum einstigen Marksußraer Kloster – möglicherweise weisen sie auf Zisterziensermönche, die in der Umgebung Klöster besaßen, Anzahl der früher in Ebeleben ansässigen Innungen. Am wahrscheinlichsten ist wohl, dass die Anzahl keinerlei Bedeutung hat. Im Zusammenhang mit der Stadtrechtsverleihung am 1. September 1928 wurde auch das Stadtwappen amtlich bestätigt.

### Städtepartnerschaften
Partnergemeinde von Ebeleben ist die bayerische Marktgemeinde Mitwitz in Oberfranken.

## Kultur und Sehenswürdigkeiten
- Schlosspark mit letzten Überresten des Schlosses Ebeleben
- Heutiges Rathaus: Das heutige Rathaus ist ein früheres Domänenhaus und galt als einer der ausdrucksvollsten Bauten Ebelebens im Stil des 18. Jahrhunderts. Um 1900 wurde das damalige Gebäude als sehr sanierungsbedürftig eingestuft. Im Jahre 1909 wurde es trotz des Widerstands von Bürgern, die den alten Baustil erhalten wollten, abgerissen und neu errichtet. Auf Grund seiner Lage wurde das Herrenhaus an das vorhandene Ambiente angepasst, wobei einige Elemente des Vorgängerbaus einbezogen wurden, so z. B. der Torbogen an seiner südlichen Seite. Nach dem Zweiten Weltkrieg zog die Stadtverwaltung hier ein.
- Evangelische Kirche St. Bartholomäus: Erstmalige Erwähnung erfuhr die Kirche im Jahre 1253. 1515 und 1571 wurden Baumaßnahmen an der Kirche bekundet. 1680 entwarf Jakob Töpfer einen neuen Altar. Größere Umbaumaßnahmen erfolgten in den Jahren 1701 bis 1721 unter Christian Wilhelm I. 1727 wurde die Fürstenloge eingebaut. 1793 erfolgte ein Umbau der Kirche, die 1870 bis 1880 erneut umfangreich renoviert wurde. 1930 wurde eine Heizung eingebaut. In den Jahren 1960 und 1970 wurde das Innere (Wand und Decke) neu gestrichen. Eine neue Glocke erhielt die Kirche im Jahre 1966. Die Wetterfahne wurde im Zuge der neuen Beschieferung des Kirchendachs 1993 rekonstruiert.
- Kriegerdenkmal: Dieses Denkmal wurde 1922 zum Gedenken an die Gefallenen des Ersten Weltkriegs eingerichtet. Jeweils am Heldengedenktag in den Jahren 1939 bis 1945 gedachte man dieser verlorenen Söhne der Stadt. Anlässlich des 56. Jahrestages nach Beginn des Ersten Weltkriegs wurde 1995 auch eine Gedenktafel für die Gefallenen des Zweiten Weltkriegs angebracht. Alljährlich am Volkstrauertag wird vor dem Denkmal, unter einem mächtigen Kastanienbaum, eine Ehrung abgehalten, die den Gefallenen der beiden Weltkriege sowie der Opfer von Flucht und Verteidigung gilt. Bislang kennt die Gemeindeverwaltung 132 Namen von Gefallenen des Zweiten Weltkriegs.
- Das Gründerzeithaus in der Goethestraße 3, welches 1904 fertiggestellt wurde.

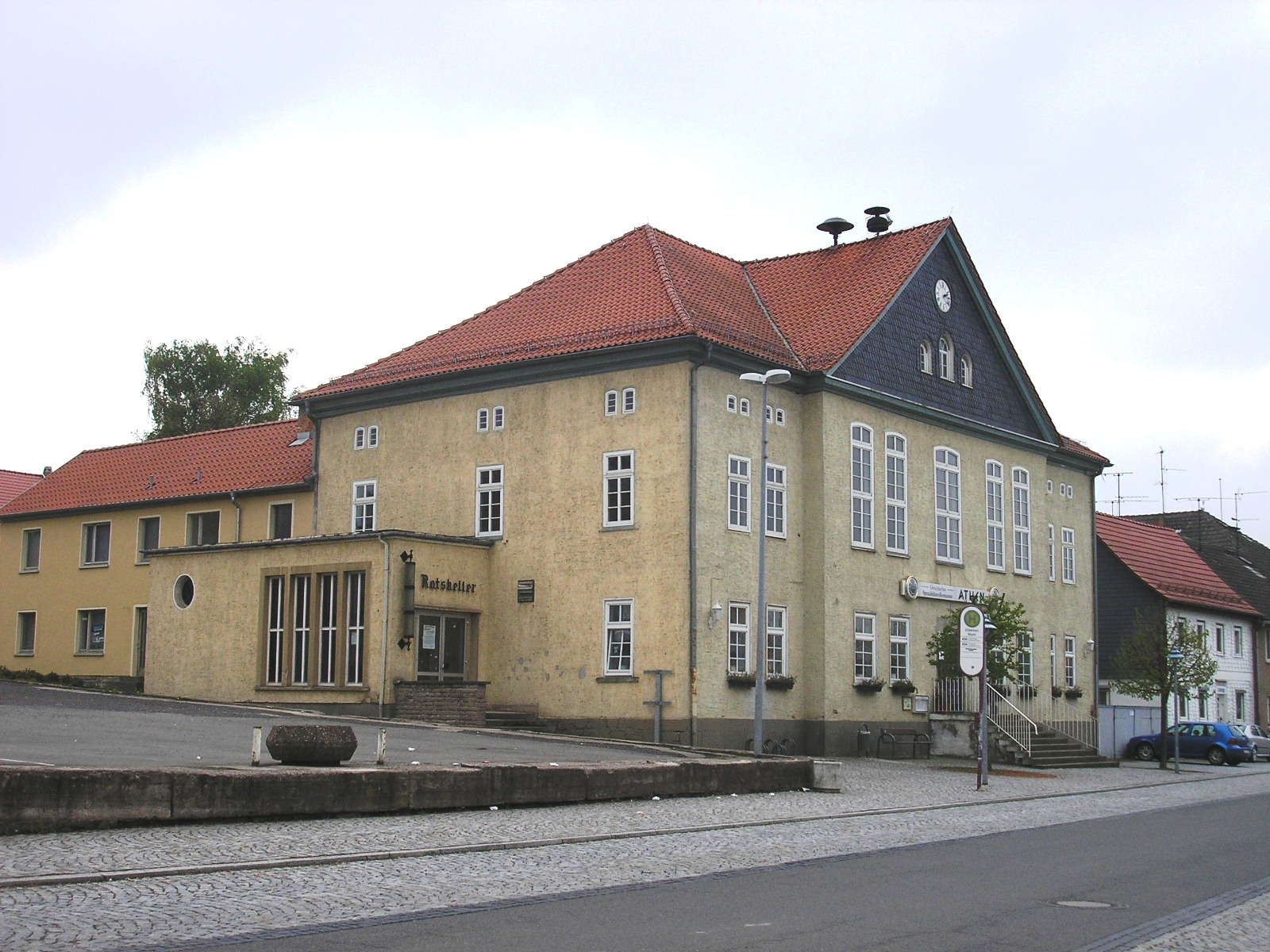
Ehemaliges Rathaus am Markt (2009)
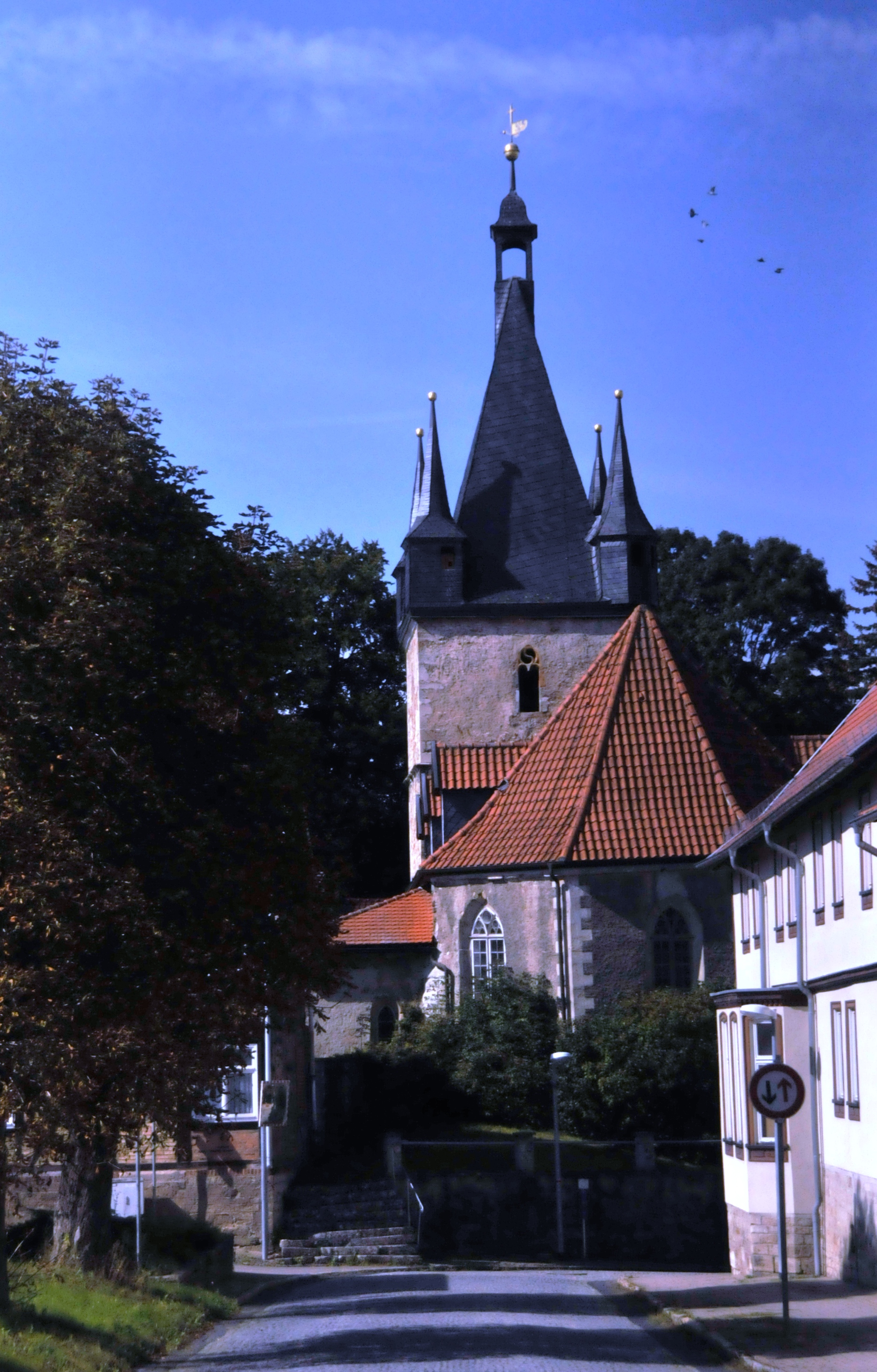
Stadtkirche St. Bartolomäus (2017)
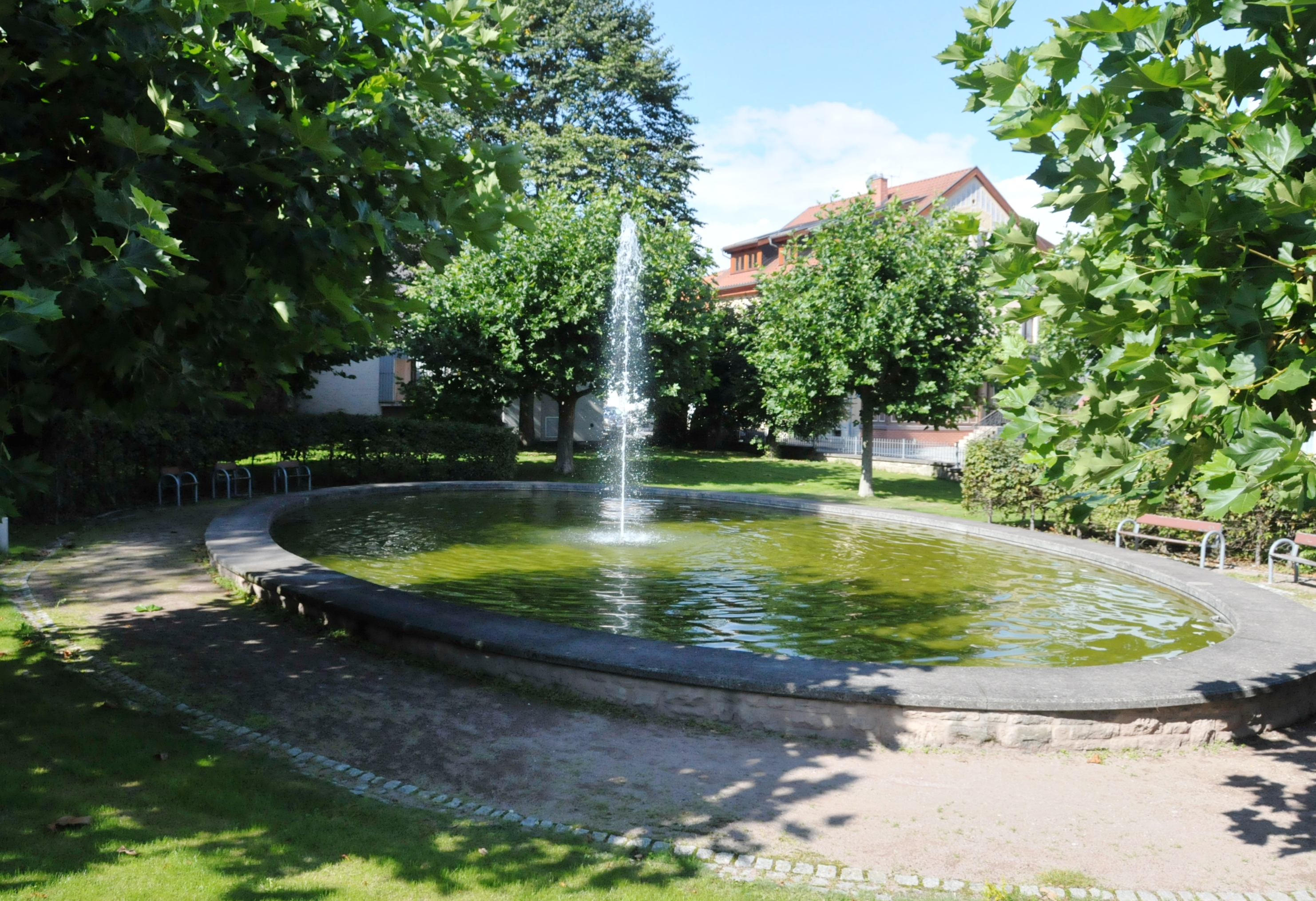
Springbrunnen
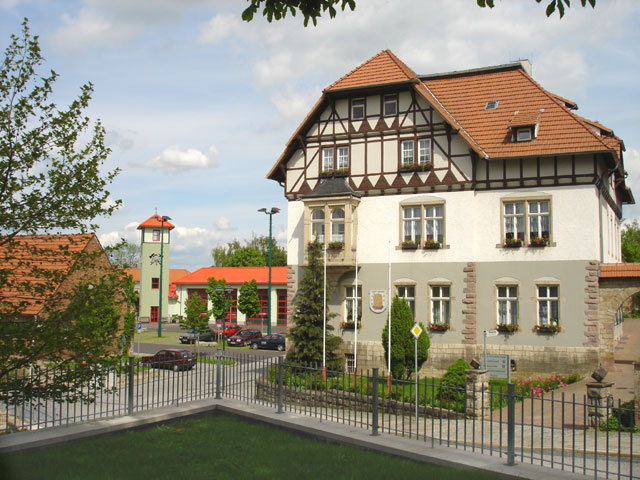
Rathaus Ebeleben (2005)
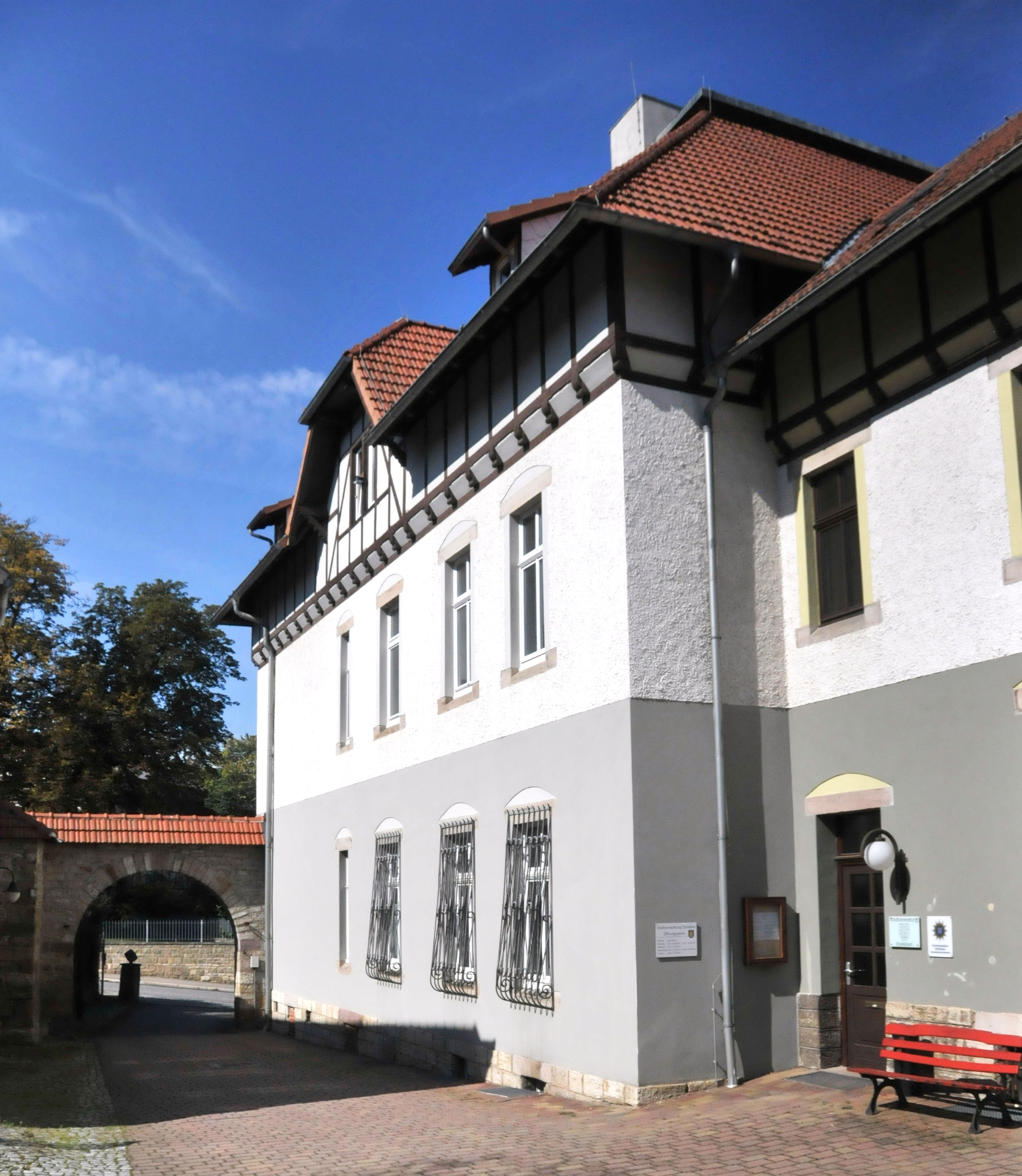
Rathaus-Südseite (2017) mit altem Torbogen
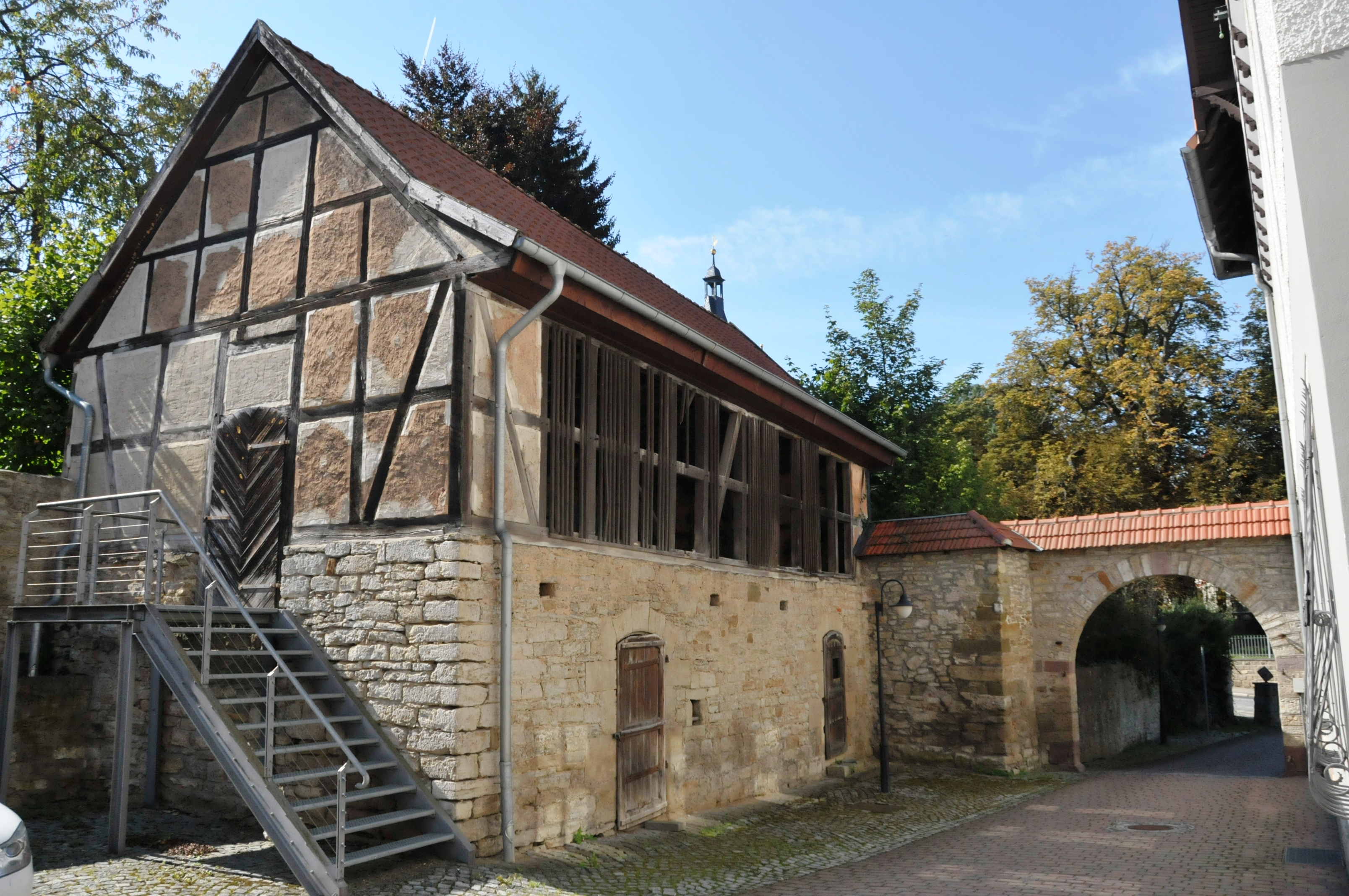
Alte Remise am Rathaus (2017)
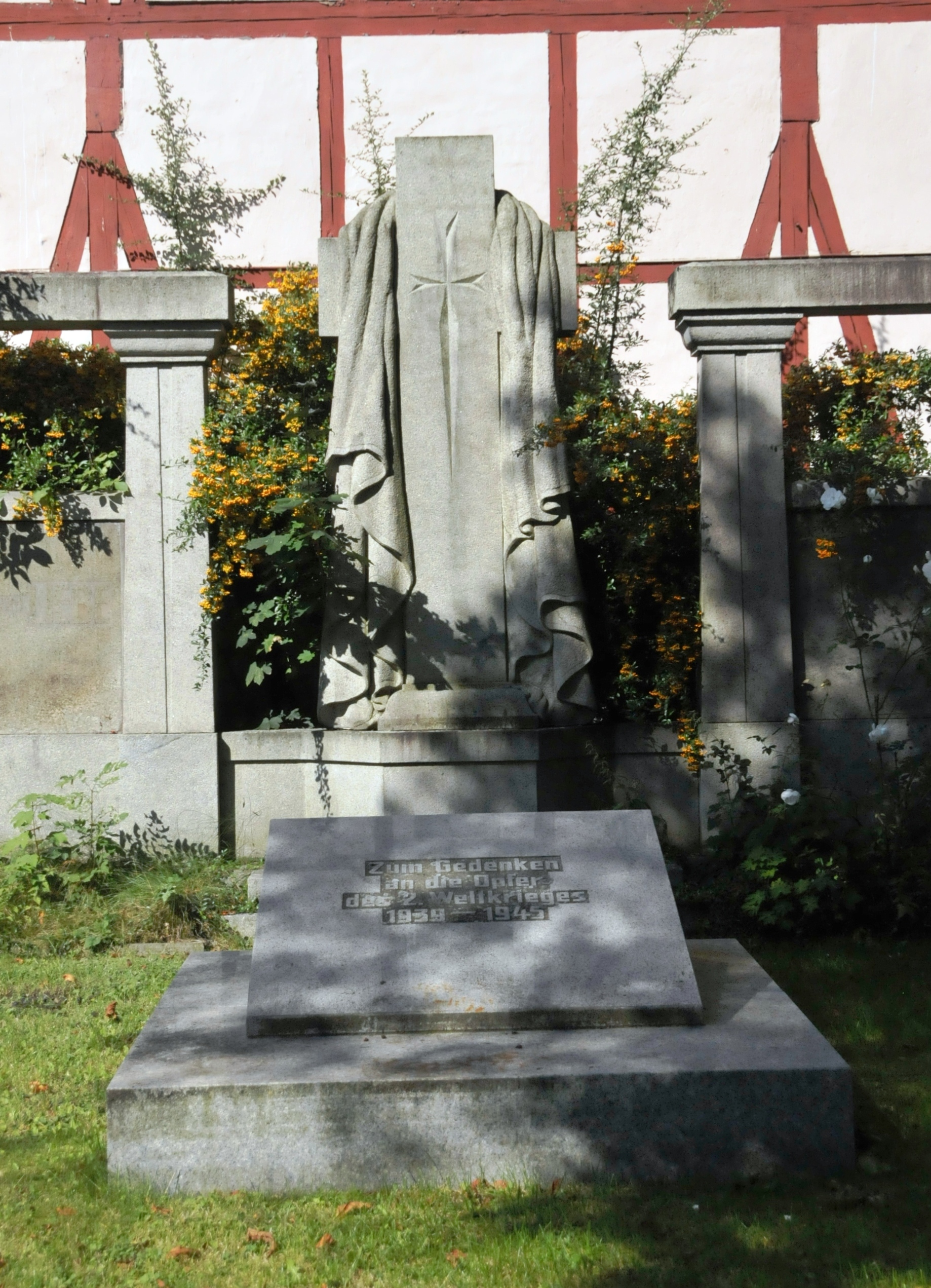
Kriegerdenkmal
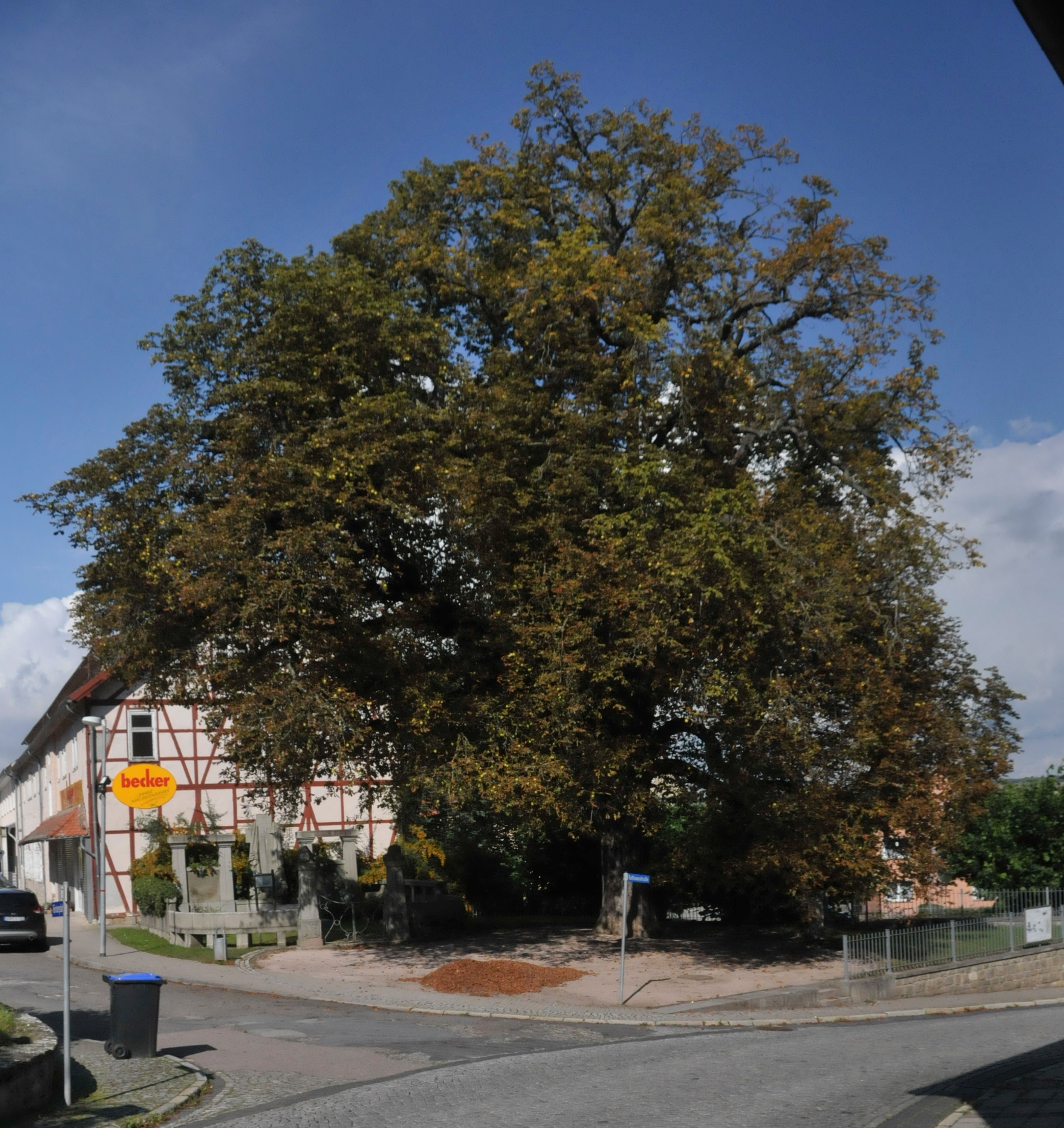
Kastanie am Kriegerdenkmal

### Freibad
Das Ebelebener Freibad grenzt westlich an den Schlosspark an. Es wurde 1968 unter Anwesenheit des damaligen Schwimm-Olympiasiegers Roland Matthes eröffnet.
Da die Stadt Ebeleben die Betriebskosten des Freibades nicht mehr allein trug, wurde im Herbst 2012 ein Verein zur Erhaltung des Freibads gegründet. Ziel des Vereins ist es, durch Mitglieds- und Spendenbeiträge, regelmäßige Veranstaltungen und freiwillige, personelle Einsätze die Stadt in der Unterhaltung des Bads zu unterstützen und so einen wichtigen Bestandteil des Ebelebener Freizeitangebots zu erhalten.

### Regelmäßige Veranstaltungen
Seit 1992 wird jährlich Anfang Juli ein Schlossparkfest veranstaltet. Seit einigen Jahren wird das Schlossparkfest ausschließlich von den ansässigen Sport-Vereinen – ohne Unterstützung der Stadt – ausgerichtet. Zuletzt haben diese Aufgabe der Kegelclub Gut Holz und der VfL 1888 Ebeleben übernommen.

## Wirtschaft und Infrastruktur

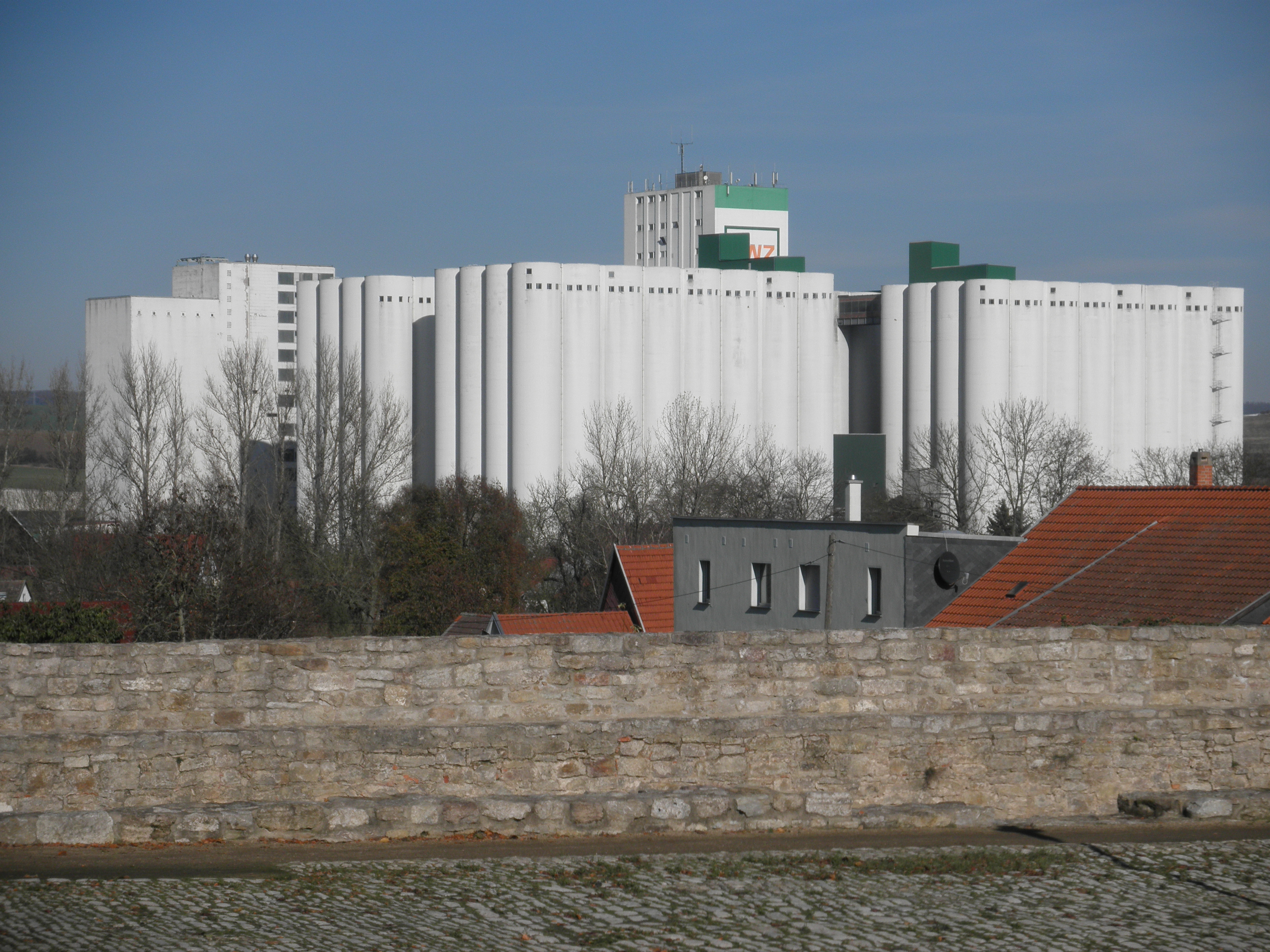
Silogebäude in Ebeleben (2012)

Die Wirtschaft Ebelebens ist gekennzeichnet durch klein- und mittelständische Betriebe, mit Schwerpunkt Bau und Futtermittel.
Von Bedeutung war Ebeleben lange Zeit als Eisenbahnknotenpunkt. Im Bahnhof Ebeleben kreuzten sich einst die Bahnstrecken Hohenebra–Ebeleben, Ebeleben–Mühlhausen und Greußen–Keula. Personenverkehr findet nicht mehr statt, der einzig verbliebene Gleisabschnitt Hohenebra–Ebeleben–Menteroda wird durch die RbT Regiobahn Thüringen unterhalten und im Güterverkehr befahren. Die bis vor einigen Jahren noch vorhandene Bahnstrecke nach Rockensußra und Schlotheim wurde in einen Radweg umgewandelt.
Von 1969 bis 1975 wurde für das örtliche Futtermittelwerk ein 54 Meter hohes Silo mit einem 68 Meter hohen Maschinenhaus errichtet, welches über eine Lagerkapazität von 80.000 Tonnen verfügte. Von 1976 bis 1982 wurde das Silo nochmals um 88.000 Tonnen Lagerkapazität erweitert. Die Siloanlage in Ebeleben war zu DDR-Zeiten die modernste ihrer Art. Sie war der Prototyp einer ganzen Reihe ähnlicher Futtermittelfabriken.

## Söhne und Töchter der Stadt
- Wilhelm Kleemann (1795–1881), Domänenpächter und Politiker
- Ferdinand Kleemann (1798–1856), Rittergutsbesitzer und Politiker
- August Henning Drechsler (1802–1885), Verwaltungsjurist und Politiker
- Karl von Gerber (1823–1891), Jurist und königlich-sächsischer Staatsminister
- Hermann Walter (1838–1909), Fotograf und Bildchronist der Stadt Leipzig Ende des 19. Jahrhunderts
- Otto Demme (1901–1969), Jurist und Politiker (NSDAP)
- Kurt Ackermann (1934–2013), Bauingenieur, Verkehrswissenschaftler und Hochschullehrer
- Dieter Kreidler (* 1943), Professor für Gitarre an der Musikhochschule Köln, Abt. Wuppertal
- Werner Ortmüller (* 1945), Lyriker, Publizist und Aktivist

## Weitere Persönlichkeiten
- Paulus Götz, latinisiert Paulus Jovius (um 1570–1633) wirkte als Rektor der Stiftsschule, Historiker und Pädagoge.
- Johann Gottfried Gregorii alias Melissantes (1685–1770), Geograph und Universalgelehrter, war Absolvent der Stiftsschule Ebeleben.
- Johann Georg August Galletti (1750–1828), „Vater der Kathederblüten“ – 1772–1775 Hauslehrer der Freiherrn von Schlotheim auf Schloss Allmenhausen